# Bengt Lagercrantz (skytt)
Carl Fredrik Bengt Lagercrantz, född den 12 mars 1887 i Djursholm, död där den 22 juli 1924, var en svensk affärsman, officer och sportskytt. 
Lagercrantz var verksam som direktörsassistent och styrelsesuppleant i aktiebolaget Pumpseparator. Vid sidan av detta var han löjtnant i Svea livgardes reserv. Som sportskytt deltog Lagercrantz i Olympiska sommarspelen 1920 där han tog silver.
Bengt Lagercrantz var son till officeren Carl Lagercrantz och dennes hustru grevinnan Alete Madeleine Elisabet Sparre af Söfdeborg. Han gifte sig 1911 med grevinnan Elisabet Kalling (1887–1969), med vilken han fick fyra döttrar och två söner, däribland Bengt Lagercrantz. Makarna Lagercrantz är begravda på Djursholms begravningsplats.